# Лензі
Лензі (перс. لنزي) — село в Ірані, у дегестані Чубар, у бахші Хавік, шагрестані Талеш остану Ґілян. За даними перепису 2006 року, його населення становило 157 осіб, що проживали у складі 32 сімей.

## Клімат
Середня річна температура становить 11,91 °C, середня максимальна – 26,38 °C, а середня мінімальна – -2,35 °C. Середня річна кількість опадів – 629 мм.
| Клімат поселення                              | Клімат поселення | Клімат поселення | Клімат поселення | Клімат поселення | Клімат поселення | Клімат поселення | Клімат поселення | Клімат поселення | Клімат поселення | Клімат поселення | Клімат поселення | Клімат поселення | Клімат поселення |
| Показник                                      | Січ.             | Лют.             | Бер.             | Квіт.            | Трав.            | Черв.            | Лип.             | Серп.            | Вер.             | Жовт.            | Лист.            | Груд.            |                  |
| Середній максимум, °C                         | 9,04             | 8,23             | 9,85             | 14,71            | 19,64            | 24,12            | 26,38            | 25,92            | 21,43            | 17,63            | 12,80            | 9,34             |                  |
| Середня температура, °C                       | 3,75             | 2,93             | 4,56             | 9,42             | 14,35            | 18,82            | 22,32            | 21,84            | 17,36            | 13,55            | 8,71             | 5,26             |                  |
| Середній мінімум, °C                          | −1,53            | −2,35            | −0,72            | 4,14             | 9,08             | 13,54            | 18,23            | 17,76            | 13,29            | 9,47             | 4,64             | 1,18             |                  |
| Норма опадів, мм                              | 47               | 45               | 62               | 57               | 53               | 31               | 15               | 28               | 64               | 103              | 70               | 54               |                  |
| Середньомісячна швидкість вітру, м/с          | 2.30             | 2.55             | 2.48             | 2.59             | 2.30             | 2.20             | 2.51             | 2.33             | 2.09             | 2.00             | 2.18             | 2.09             |                  |
| Середньомісячна сонячна радіація, кДж/м²·день | 6971             | 9375             | 11480            | 15787            | 19523            | 22076            | 23087            | 19585            | 15929            | 10934            | 8330             | 6535             |                  |
| --------------------------------------------- | ---------------- | ---------------- | ---------------- | ---------------- | ---------------- | ---------------- | ---------------- | ---------------- | ---------------- | ---------------- | ---------------- | ---------------- | ---------------- |
| Джерело:                                      |                  |                  |                  |                  |                  |                  |                  |                  |                  |                  |                  |                  |                  |